# مستشفى جمعية الاتحاد النسائي العربي
مستشفى جمعية الاتحاد النسائي العربي مستشفى خاص في مدينة نابلس، في الضفة الغربية، تأسس عام 1971م. يعتبر من أقدم المؤسسات الطبية الفلسطينية الخاصة في مدينة نابلس، تبلغ القدرة السريرية له حوالي 51 سرير.

## الأقسام
يضم المستشفى العديد من الأقسام، وهي: الطوارئ، الرجال، النسائية التوليد، الحضانة، الأطفال، العمليات، العظام، الباطني، العناية المكثفة، القلب، العيادات الخارجية، جراحة الأعصاب، الغدد الصماء، الأشعة، المختبر، الصيدلية.

## الانتفاضة الفلسطينية الثانية
لعب المستشفى دوراً مهماً في الانتفاضة الثانية، خصوصا خلال اجتياح نابلس ضمن عملية السور الواقي.